# Pardellán
Pardellán (llamada oficialmente Santo Estevo de Pardollán) es una parroquia y un lugar del municipio español de Rubiana, en la provincia de Orense, Galicia.

## Toponimia
La parroquia también es conocida por los nombres de San Esteban de Pardellán, San Esteban de Pardollán y San Estevo de Pardellán.

## Organización territorial
La parroquia está formada por dos entidades de población:
- Pardollán
- Vilar de Silva (Vilardesilva)

## Demografía

### Parroquia
| Gráfica de evolución demográfica de Pardellán (parroquia) entre 2000 y 2023 |
|                                                                             |
| Datos según el nomenclátor publicado por el INE.                            |

### Lugar
| Gráfica de evolución demográfica de Pardollán (lugar) entre 2000 y 2023 |
|                                                                         |
| Datos según el nomenclátor publicado por el INE.                        |